# Hendrik Lorentz
Hendrik Antoon Lorentz (Arnhem, 1853. július 18. – Haarlem, 1928. február 4.) holland fizikus, 1902-ben megosztott Nobel-díjat kapott Pieter Zeemannal együtt a Zeeman-hatás felfedezéséért és elméleti magyarázatáért. Tőle ered a róla elnevezett Lorentz-transzformáció, melyet később Albert Einstein is használt a térrel és idővel kapcsolatos számításainál.

## Életrajz

### Pályafutásának kezdete
Hendrik Lorentz Hollandiában, Arnhemben született 1853-ban. 1866–1869 között az arnhemi gimnáziumba járt, és 1870-ben levizsgázott klasszikus nyelvekből, ami előfeltétele volt az egyetemi felvételnek. A leideni egyetemen fizikát és matematikát tanult. Asztronómiaprofesszora nagy hatással volt rá, és ez vezette Lorentzet a fizika világába.
1872-ben, a diploma megszerzése után visszatért Arnhembe, ahol a gimnáziumban matematikát tanított, de közben folytatta tanulmányait a leideni egyetemen.
1875-ben doktori fokozatot szerzett, a dolgozat címe: „A fényvisszaverődés és fénytörés elmélete” volt, melyben finomította James Clerk Maxwell elektromágneses elméletét.
1881-ben megnősült, Johann Wilhelm Kaiser lányát vette feleségül. Kaiser tekintélyes emberként a szépművészetek professzora és az amszterdami vésnökök iskolájának igazgatója volt. Ő tervezte az első holland bélyeget. Később Kaiser a Holland Nemzeti Galéria igazgatója lett Amszterdamban.

## Munkássága

### Professzor Leidenben
1878-ban, 24 éves korában Lorentzet kinevezték a leideni egyetem újonnan alapított Elméleti Fizika Tanszékének élére. A székfoglaló előadásának címe „Molekuláris elméletek a fizikában” volt.
Leidenben töltött első 20 évében Lorentz elsődlegesen az elektromosság, a mágnesesség és a fény kölcsönhatásaival foglalkozott. Érdeklődése ezután  szélesebb területek felé irányult. Publikációiból kiderül, hogy foglalkozott mechanikai, termodinamikai, hidrodinamikai, kinetikai, szilárdtestfizikai problémákkal.
Lorentz feltételezte, hogy az atomok töltött részecskéket tartalmaznak és ezen részecskék oszcillációja a fény forrása. Amikor kollégája, korábbi tanítványa Pieter Zeeman, 1896-ban felfedezte a Zeeman-hatást, Lorentz dolgozta ki az elméleti interpretációt hozzá. Kísérleti és elméleti munkáját 1902-ben fizikai Nobel-díjjal honorálták. Lorentz neve ismert a Lorentz–Lorenz-egyenletből, a Lorentz-erőből és a Lorentz-transzformációból.

### Elektrodinamika és relativitás
1885-ben, amikor Lorentz a Michelson–Morley-kísérlet eredményét próbálta értelmezni, arra a megállapításra jutott, hogy a mozgó testek a mozgás irányában megrövidülnek (hosszkontrakció vagy Lorentz–FitzGerald-kontrakció).
Lorentz a fény terjedését egymáshoz képest mozgó vonatkoztatási rendszerekben vizsgálta. Felfedezte, hogy a vonatkoztatási rendszerek közötti átmenetek tárgyalása egyszerűsíthető, ha bevezetjük a helyi idő fogalmát. Ez a helyi idő függ az univerzális időtől és az adott helytől.
1899-ben, majd 1904-es publikációjában („Elektromágneses jelenség egy, a fénysebességnél kisebb sebességgel mozgó rendszerben”) bevezette az idődilatációt a transzformációs elméletébe és publikálta, melyet Poincaré 1905-ben Lorentz-transzformációnak nevezett el.
Lorentz nem tudta, hogy Joseph Larmor hasonló transzformációt használt a keringő elektronok leírásakor 1897-ben. Lorentz és Larmor egyenletei nem azonosak, de az algebrai eredmény ekvivalens. 1904-es publikációjában kifejti, hogy az elektrodinamikai kísérletek eredményei nem függnek a vonatkoztatási rendszer relatív mozgásától. Ebben a publikációban részletesen tárgyalja a gyorsan mozgó testek tehetetlenségi tömegének növekedését.
1905-ben Einstein felhasznált néhány koncepciót, matematikai eszközt Lorentz elgondolásaiból a „Mozgó testek elektrodinamikája” című dolgozatában. Ez ma speciális relativitáselmélet néven ismert.
Mivel Einstein munkájához az alapokat Lorentz írta le, ezt az elméletet eredetileg Lorentz–Einstein-elméletnek hívták.

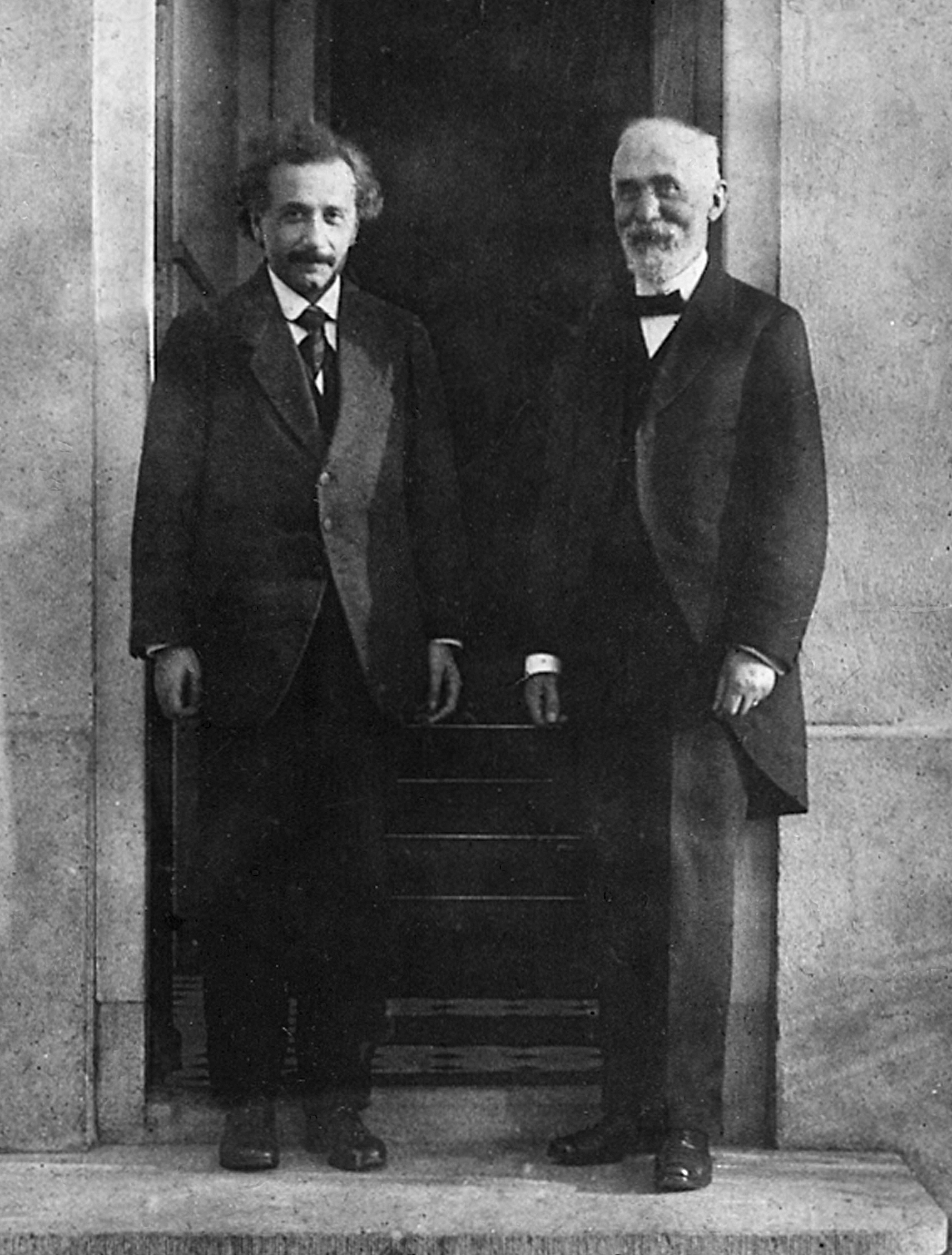
Einstein és Lorentz 1921-ben, Leidenben

A tömeg növekedését, mely a speciális relativitáselmélet első jóslata volt, Kaufmann ellenőrizte kísérleteivel, aki először némileg eltérő tömegnövekedést tapasztalt. A jóslat igazolására 1908-ban került sor, ez volt a Kaufmann-Bucherer-Neumann-kísérlet.
Lorentz 1909-ben publikálta az „Elektronok elmélete” című írást, mely a Columbia Egyetemen tartott előadásain alapult.

### Az Afsluitdijk védőgát
Elméleti munkássága mellett gyakorlati tevékenysége is jelentős volt. 1918–1926 között a holland kormány kérésére Lorentz vezette azt a csoportot, amely az Afsluitdijk védőgátat tervezte. Ez a gát zárja el a tengert a szárazföldtől és belső tavakat képez, melyek egy részét feltöltötték. A feltöltött területeken mezőgazdasági tevékenység végezhető.
A hidraulika a 20. század elején többnyire elméleti tudomány volt, de az Afsluitdijknál tapasztalt örvények hatása olyan váratlan volt, hogy Lorentz javasolta a hidrodinamikai egyenletek kidolgozását és a probléma numerikus megoldását.
Az Afsluitdijk 1933-ra elkészült, és Lorentz számításai pontosnak bizonyultak.
Az Afsluitdijk két gátkapuját Lorentzről nevezték el.

## Késői évek
1912-ben nyugdíjba vonult, emellett megmaradt a leideni egyetem külső professzorának, és hetente előadásokat tartott. Paul Ehrenfest követte a tanszéken, és megalapította az Elméleti Fizikai Intézetet, amely később Lorentz Intézet néven lett ismert. A Nobel-díj mellett több más elismerést is kapott: 1905-ben a Royal Society tagja lett, 1908-ban Rumford-éremmel, 1917-ben Franklin-éremmel, majd 1918-ban Copley-éremmel tüntették ki). Lorentz 1928-ban, Haarlemben halt meg.